# Chromeo
Chromeo ist ein Electro-Funk-Duo, das aus Montreal und New York stammt.
Die Band besteht aus P-Thugg (Patrick Gemayel) und Dave 1 (David Macklovitch). Die beiden sind von Jugend an befreundet und bezeichnen sich selbst als die einzige bisher erfolgreiche arabisch-jüdische Zusammenarbeit. David Macklovitch ist der ältere Bruder von A-Trak, eigentlich Alain Macklovitch, der 1997 der jüngste Gewinner der DMC World DJ Championship war.

## Diskografie

### Alben
- 2004: She’s in Control
- 2007: Fancy Footwork
- 2010: Business Casual
- 2014: White Women
- 2018: Head over Heels
- 2020: Quarantine Casanova
- 2024: Adult Contemporary

### Kompilationen
- 2005: Chromeo Presents Un Joli Mix pour Toi
- 2006: Ce Soir on Danse!
- 2009: DJ-Kicks: Chromeo

### EPs
- 2010: iTunes Live from Montreal

### Singles
- 2002: You’re So Gangsta
- 2003: Destination Overdrive
- 2003: Needy Girl
- 2004: Me & My Man
- 2005: Rage!
- 2007: Tenderoni
- 2007: Fancy Footwork
- 2007: Bonafied Lovin’ (FIFA-09-Soundtrack)
- 2008: Momma’s Boy
- 2009: I Can’t Tell You Why
- 2009: Night by Night
- 2010: Don’t Turn the Lights On (FIFA-11- and Dirt-3-Soundtrack)
- 2010: Hot Mess
- 2011: When the Night Falls (feat. Solange Knowles)
- 2013: Over Your Shoulder
- 2014: Come Alive (feat. Toro y Moi)
- 2014: Sexy Socialite
- 2014: Jealous (I Ain’t With It) (CAN: #12)
- 2015: Old 45s
- 2017: Juice
- 2018: Bedroom Calling (feat. The-Dream)
- 2018: Must’ve Been (feat. D.R.A.M.)
- 2018: Bad Decision

### Gastbeiträge
- 2006: I Am Somebody (DJ Mehdi feat. Chromeo)
- 2014: Legs (Chuck Inglish feat. Chromeo)
- 2015: Future Is Mine (DJ Cassidy feat. Chromeo)